# Syscenus atlanticus
Syscenus atlanticus là một loài chân đều trong họ Aegidae. Loài này được Kononenko miêu tả khoa học năm 1988.